# NGC 2787
NGC 2787 is een balkspiraalstelsel in het sterrenbeeld Grote Beer. Het hemelobject werd op 3 december 1788 ontdekt door de Duits-Britse astronoom William Herschel.

## Synoniemen
- UGC 4914
- MCG 12-9-39
- ZWG 332.41
- IRAS09148+6924
- PGC 26341